# Nippon Professional Baseball 1962
La stagione 1962 della Nippon Professional Baseball (NPB) è iniziata il 7 aprile ed è terminata il 21 ottobre 1962.
Le Japan Series sono state vinte per la prima volta nella loro storia dai Toei Flyers, che si sono imposti sugli Hanshin Tigers con 4 vittorie, 1 pareggio e 2 sconfitte.

## Regular season
| Squadra            | Games | Vittorie | Sconfitte | Tie | Perc. | Diff. |
| ------------------ | ----- | -------- | --------- | --- | ----- | ----- |
| Hanshin Tigers     | 133   | 75       | 55        | 3   | .577  | —     |
| Taiyo Whales       | 134   | 71       | 59        | 4   | .546  | 4.0   |
| Chunichi Dragons   | 133   | 70       | 60        | 3   | .538  | 5.0   |
| Yomiuri Giants     | 134   | 67       | 63        | 4   | .515  | 8.0   |
| Hiroshima Carp     | 134   | 56       | 74        | 4   | .431  | 19.0  |
| Kokutetsu Swallows | 134   | 51       | 79        | 4   | .392  | 24.0  |

| Squadra            | Games | Vittorie | Sconfitte | Tie | Perc. | Diff. |
| ------------------ | ----- | -------- | --------- | --- | ----- | ----- |
| Toei Flyers        | 133   | 78       | 52        | 3   | .600  | —     |
| Nankai Hawks       | 133   | 73       | 57        | 3   | .562  | 5.0   |
| Nishitetsu Lions   | 136   | 62       | 68        | 6   | .477  | 16.0  |
| Daimai Orions      | 132   | 60       | 70        | 2   | .462  | 18.0  |
| Hankyu Braves      | 131   | 60       | 70        | 1   | .462  | 18.0  |
| Kintetsu Buffaloes | 131   | 57       | 73        | 1   | .438  | 21.0  |

## Premi
- Miglior giocatore della Stagione

|    | Giocatore       | Squadra        |
| -- | --------------- | -------------- |
| CL | Minoru Murayama | Hanshin Tigers |
| PL | Tadashi Sugiura | Nankai Hawks   |

- Rookie dell'anno

|    | Giocatore      | Squadra        |
| -- | -------------- | -------------- |
| CL | Kunio Jonouchi | Yomiuri Giants |
| PL | Yukio Ozaki    | Toei Flyers    |

- Miglior giocatore delle Japan Series

| Giocatore        | Squadra     |
| ---------------- | ----------- |
| Masayuki Dobashi | Toei Flyers |
| Masayuki Tanemo  | Toei Flyers |